# Sant Josep de Can Carner
Sant Josep de Can Carner era la capella de la comunitat de les Germanes Josefines de la vila de Moià, del terme municipal del mateix nom, cap de comarca del Moianès.
Era una capella petita, integrada en la mateixa casa que acollia la comunitat, en el nucli urbà de Moià, al carrer de les Joies. Actualment acull dependències municipals, i l'espai de la capella ha desaparegut com a tal. Les Germanes Josefines de la Caritat estaven situades a l'antiga casa pairal de Can Carner, i aprofitaven com a capella comunitària l'antiga capella de la casa pairal.